# 宇宙的年龄
宇宙年龄是指自宇宙大爆炸开始至今所經歷的宇宙历史歷經时间，当今天文學界及宇宙學理论和观测皆一致认为这个年龄介於137亿－138亿年之间。这个不确定的区间是从多个科研项目的研究结果的共识中取得的，其中使用的先进科研仪器和方法已经能够将测量精度提升到相当高的量级。这些科研项目包括对宇宙微波背景辐射的测量以及对宇宙膨胀的多种测量手段。对宇宙微波背景辐射的测量给出了宇宙自大爆炸以来的冷却时间，而对宇宙膨胀的测量则给出了能够计算宇宙年龄的精确数据。
2018年時，根據宇宙學ΛCDM模型研究的最新數據顯示為137.87±0.2亿年前（1.3787×1010±0.1%年）。

## 解释
ΛCDM模型认为宇宙是从一个非常均一、炽热且高密度的太初态演化而来，至今已经过了约137亿年的时间。ΛCDM模型在理论上已经被认为是一个相当有用的模型，并且它得到了当今像威尔金森微波各向异性探测器（WMAP）这样的高精度天文学观测结果的有力支持。但与之相反地，对于宇宙的太初态的起源问题，相关理论还都处于理论猜测阶段。此间的主流理论——暴脹模型，以及最近兴起的火宇宙模型，则认为我们所处的大爆炸宇宙有可能是一个更大的并且具有非常不同的物理定律的宇宙的一部分，这个更大的宇宙的历史则有可能追溯至比137亿年前更久远的年代。
如果将ΛCDM模型中的宇宙追溯到最早的能够被理解的状态，则在宇宙的极早期（10-43秒之前）它的状态被称为大爆炸奇点。一般认为奇点本身不具有任何物理意义，因此虽然它本身不代表任何一个可被测量的时间，但引入这个概念能够方便地界定所谓“自大爆炸开始后”的时间。举例而言，所谓“大爆炸10-6秒之后”是宇宙学上一个有意义的年代划分。虽然说这个年代用所谓“137亿年减去10-6秒之前”表达起来可能会更有意义，但由于“137亿年”的不准确性，这种表达方式是行不通的。
总体而言，虽然宇宙可能会有一个更长的历史，但现在的宇宙学家仍然习惯用ΛCDM模型中宇宙的膨胀时间，亦即大爆炸后的宇宙来表述宇宙的年龄。

## 观测下限
宇宙显然需要具有至少和其所包含的最古老的东西一样长的年龄，因此很多观测能够给出宇宙年龄的下限，例如对最冷的白矮星的温度测量，以及对红矮星离开赫罗图上主序星位置的测量。

## 宇宙学参数

图1. 宇宙的年龄可以通过对哈勃常数以及所含成分的密度参数的测量决定。在暗能量概念提出之前，人们普遍认为宇宙是物质主导的，因而此图中密度参数近似为。注意到一个加速膨胀的宇宙具有最长的年龄，而具有大挤压的宇宙具有最短的年龄。

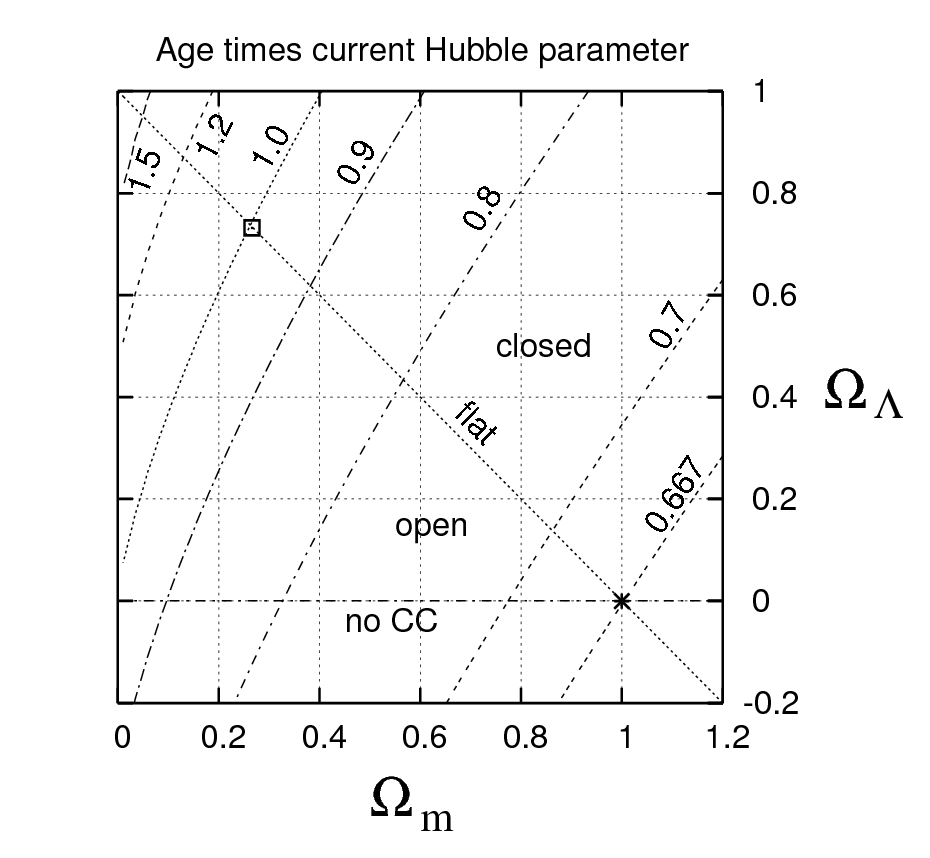
图2. 宇宙年龄的修正因子值，这里表现为两个宇宙学参数的函数：重子密度和暗能量。这些参数的最佳符合值用左上角的方形表示，而一个不存在暗能量的物质主导宇宙由右下角的星形表示。

测定宇宙年龄的问题与测量宇宙学参数的问题密切相关，当今能够包含这一问题解答的即是ΛCDM模型，它认为宇宙包含有通常的重子物质、冷暗物质、辐射（包括光子和中微子）以及一个宇宙学常数（暗能量）。其中每一种物质所占的比例由{\displaystyle \Omega _{m}\,}（重子+暗物质）、{\displaystyle \Omega _{r}\,}（辐射）、{\displaystyle \Omega _{\Lambda }\,}（宇宙学常数）分别表示。完整的ΛCDM模型包含有一系列其他参数，但对于测定宇宙年龄的问题而言，这三个参数以及哈勃常数{\displaystyle H_{0}\,}是最重要的参数。
如果能够精确测量这些参数，则能够进一步通过弗里德曼方程确定宇宙的年龄，方程描述了宇宙中物质的组成成分如何影响宇宙度规的宇宙標度因子{\displaystyle a(t)\,}的变化。将这一方程倒过来，我们能够得到单位宇宙標度因子变化引起的单位时间变化率，进一步对整个方程积分就能得到宇宙至今的年龄。宇宙的年龄{\displaystyle t_{0}\,}由下式给出：
{\displaystyle t_{0}={\frac {1}{H_{0}}}F(\Omega _{r},\Omega _{m},\Omega _{\Lambda },\dots )}
其中函数{\displaystyle F\,}取决于宇宙中不同组成成分在总能量中所占的比例。可以看到在公式中制约宇宙年龄的重要参数是哈勃常数，而物质、辐射和暗能量所占的比例则是对这一结果加以修正。因此对宇宙年龄的最粗略估计能通过哈勃常数的倒数得到：
{\displaystyle {\frac {1}{H_{0}}}=\left({\frac {H_{0}}{72\;{\text{km/(s}}\cdot {\text{Mpc)}}}}\right)^{-1}\times 13.6\;{\text{Gyr}}.}
若要得到更精确的年龄测量值，需要计算函数{\displaystyle F\,}的值，而这在当前只能通过数值方法得到，图2中表示了在不同物质-宇宙常数比例下的{\displaystyle F\,}值。可以看到根据在左上角方形中表示的威尔金森微波各向异性探测器的当前结果（0.266 0.732），{\displaystyle F=0.996\,}近似为1；而如果平直宇宙中不存在宇宙常数项，由右下角的星号表示的{\displaystyle F\,}值为{\displaystyle 0.667\,}，从而在给定哈勃常数的情形下这样的宇宙要更年轻。这张图假定了宇宙中辐射所占比例是常数（粗略等价于认为微波背景辐射的温度是常数），而宇宙中曲率所占比例{\displaystyle \Omega _{k}\,}则由其他三个密度参数给定。
对于上面描述的参数，威尔金森微波各向异性探测器对微波背景辐射的测量能够很好地确定物质比例{\displaystyle \Omega _{m}\,}和曲率比例{\displaystyle \Omega _{k}\,}，但不能直接灵敏地测量宇宙学常数{\displaystyle \Omega _{\Lambda }\,}，部分原因是宇宙学常数在低频红移中才显示重要影响。而当前对哈勃常数的最精确测量来自于Ia型超新星。
在其他参数给定的前提下，宇宙学常数能够使宇宙的年龄更古老。这在宇宙学中的意义相当重要，因为在宇宙学常数被广泛接受之前，在大爆炸理论以及宇宙中仅有物质这一假设下，大爆炸模型难以解释为什么银河系中的球状星团测定的年龄要远比宇宙年龄更古老。引入宇宙学常数能够使宇宙的年龄变得更合理，并能解释很多仅有物质的宇宙模型所不能解释的问题。

## 
美国国家航空航天局的威尔金森微波各向异性探测器计划中所估计的宇宙年龄为
(1.373 ± 0.012) × 1010 年
也就是说宇宙的年龄约为一百三十七亿三千万年，不确定度为一亿两千万年。不过，这个测定年龄的前提依据是威尔金森微波各向异性探测器所基于的宇宙模型是正确的，而根据其他模型测定的宇宙年龄可能会很不相同。例如若假定宇宙存在有相对论性粒子构成的背景辐射，威尔金森微波各向异性探测器中的约束条件的误差范围则有可能会扩大10倍。
测量通过判断微波背景辐射能谱中的第一个声学峰值的位置来确定退耦表面的大小（在表面复合时宇宙的大小），光到达这一表面的时间（取决于宇宙的时空几何结构）能够给出一个可靠的宇宙年龄值。在假设所用模型的正确性的前提下，观测中的剩余误差上限在1%左右。

## 强前提条件的假设
计算宇宙年龄的准确性高度依赖于模型中所包含参数及假设的准确性，这经常被称作强前提条件。这时往往要通过对模型中其他方面的潜在误差进行消除，从而提高应用到最终结果中的参数的准确性。虽然在任何情况下这都不应是正确的做法，但它有效地将年龄测定的准确性提升到预计的误差范围内。
如果仅依赖于威尔金森微波各向异性探测器所得的数据，最佳符合的宇宙年龄值是(1.369 ± 0.013) × 1010 年（而(1.373 ± 0.012) × 1010 年这一结果是参考了其他参数结果），这是第一个“直接”精确测定的宇宙年龄值（其他方法则结合了哈勃定律以及最古老的球状星团的年龄测量值，等等）。测量中通常将不确定度划分为两类：实际的测量误差和所用模型的系统误差。从而测量中的一个很重要的数据分析方法是使用贝叶斯统计分析，其中将基于前提条件（即模型）的测量结果归一化。由于特定模型的使用，这种方法能够量化测量精确性中的任何不确定度。